# 904

904(구백사)는 903보다 크고 905보다 작은 자연수다.

## 수학
- 합성수로, 그 약수는 1, 2, 4, 8, 113, 226, 452, 904다. 진약수의 합은 806이므로, 904는 부족수다.
- {\displaystyle 904=2^{2}+30^{2}}
  - 서로 다른 두 자연수의 제곱합으로 나타낼 수 있는 수다.
- {\displaystyle 15^{4}-1}은 904로 나누어떨어진다.

## 과학·기술
- NGC 904(영어판): 양자리 방향에 있는 타원은하.
- 포르쉐 904(영어판, 독일어판)

## 교통

### 철도
- 서울 지하철 9호선 신방화역의 역번호.

### 도로
- 904번 지방도: 경상북도 영천시 고경면에서 경주시 양남면까지 이어지는 대한민국의 지방도.

## 군사
- U-904(영어판): 제2차 세계 대전에 사용된 나치 독일의 군용 잠수함.

## 문화유산
- 대한민국의 보물 제904호: 고대 그리스 청동 투구

## 기타
- 날짜: 9월 4일
- 연도: 904년, 기원전 904년
- ‘크레용(クレヨン)’의 숫자 고로아와세.